# Giovanni Grimani

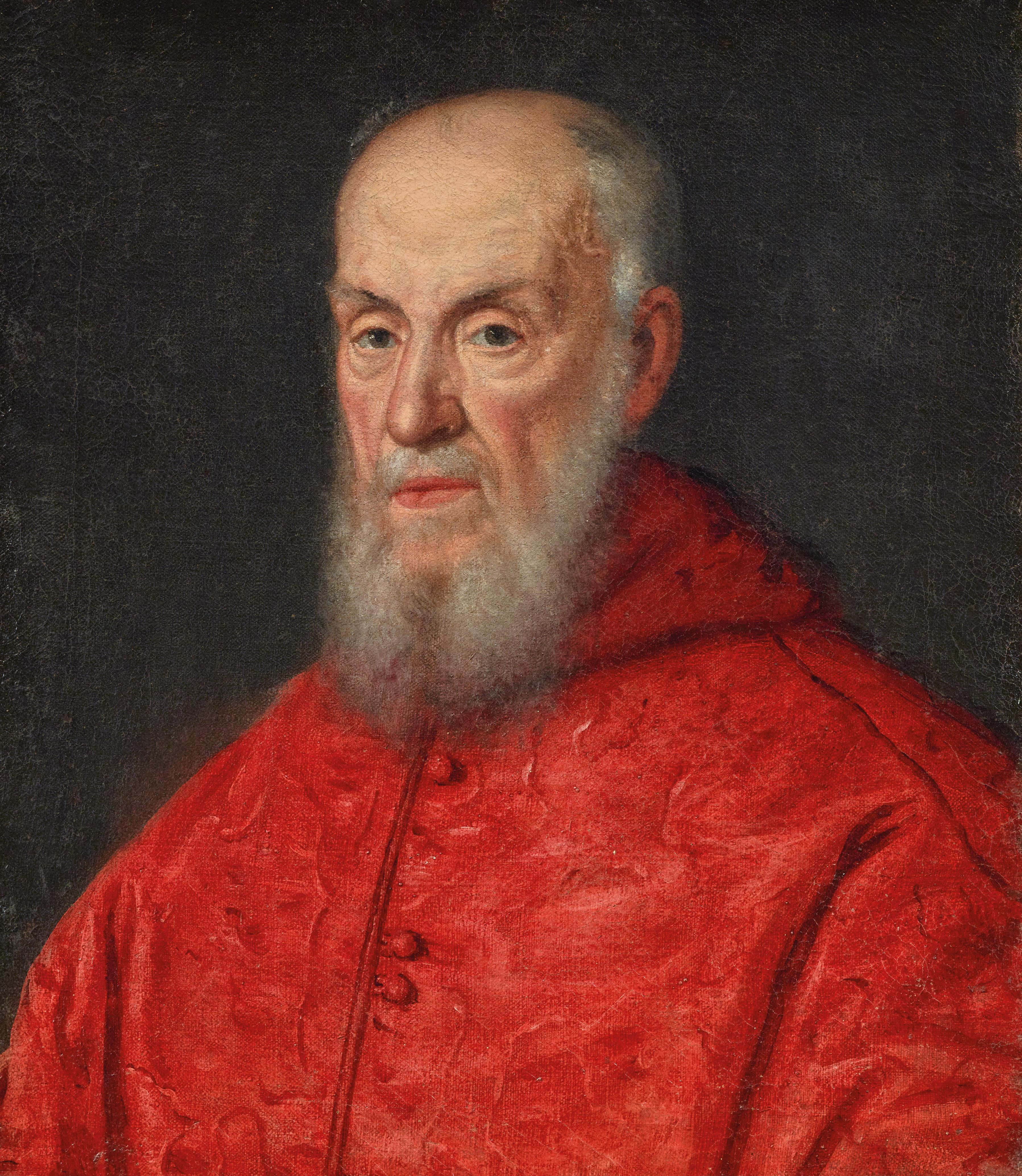
Porträt Giovanni Grimanis, Öl auf Leinwand, 57 × 49,5 cm, aus der Werkstatt der Tintoretto, wohl 4. Viertel 16. Jahrhundert, Privatsammlung

Giovanni Grimani (* 8. Juli 1506 in Venedig; † 3. Oktober 1593 ebenda) war ein italienischer Geistlicher.

## Leben
Die Grimani gehörten zu den „Case Nuove“ des Patriziats von Venedig, der handeltreibenden Oberschicht der Republik Venedig. Er war der vierte Sohn von Gerolamo Grimani und Elena Priuli. Sein älterer Bruder Marino und sein Onkel Domenico Grimani waren Kardinäle. Sein Bruder Marco war Patriarch von Aquileia.
Giovanni Grimani lebte im Palazzo Grimani a Santa Maria Formosa. Vom 28. März 1520 bis zum 18. Dezember 1531 war er Apostolischer Administrator des Bistums Ceneda. 1523 wurde er Abt in commendare der Abtei Santa Maria di Sesto al Reghena. Deren Leitung gab er 1582 formell an seinen Neffen Antonio ab. Das Amt übte er aber bis zu seinem Tod aus. Am 20. Februar 1540 wurde er erneut zum Bischof von Ceneda ernannt. Offenbar hatte er inzwischen die Weihe empfangen. Am 23. Januar 1545 wurde er dazu bestimmt, das Patriarchat von Aquileia zu übernehmen, nachdem sein Bruder Kardinal Marino Administrator der Diözese Ceneda geworden und gleichzeitig die Einkünfte, Titel, Privilegien und Gerichtsbarkeit der Patriarchats von Aquileia in Spiritualbus et Temporalibus behielt, während der Giovanni Anspruch auf die jährliche Entschädigung von 1200 Dukaten hatte, die er von der Kammer von Udine bezog. Patriarch im eigentlichen Sinne wurde er am 28. September 1546 als sein Bruder Marino starb.
Als Patriarch von Aquileia berief er 1565 und 1584 zwei Diözesansynoden ein. Er zeichnete sich nicht durch pastoralen Eifer aus, sondern delegierte einen Großteil seiner Aufgaben an seinen Patriarchalvikar. In seiner Amtszeit kam es zu einer Vermischung der Riten. So stellte ein Apostolischer Visitator fest, dass das Amt teilweise nach dem Ritus von Aquileia gefeiert, aber der römische Kanon verwendet würde.

### Amtsführung als Bischof
Am 22. Juli 1574 empfing er Heinrich von Valois glanzvoll.
Mit der Einmischung in feudale Angelegenheiten und der Annullierung einer Proklamation des patriarchalischen Rechnungsprüfers Pompeo Pace am 21. Juli 1580 geriet er in Konflikt mit dem Rat der Zehn. Anschließend wurde er vor die Kongregation der Kardinäle berufen. Der Papst wollte die Zuständigkeit persönlich regeln und Grimani als Schachfigur verwenden. Da er Grimani nicht vertraute und einen Rückzieher fürchtete, durfte dieser nicht nach Venedig zurückreisen. Somit war er nicht nur beim Papst in Ungnade gefallen, sondern auch ein Feind der Republik. Gregor XIII. starb am 10. April 1585 und unter Papst Sixtus V. durfte er nach Venedig zurückkehren. Am 11. November 1585 wurde er nach dem Tod von Aloisio Giustiniani wieder zum Patriarchen von Aquileia ernannt.
Als gebildeter Mann und leidenschaftlicher Sammler klassischer Kunst ließ er auch den Palazzo Grimani a Santa Maria Formosa erweitern. In diesem Palast sammelte er wichtige Werke und wurde zum Förderer der kulturellen Entwicklung der Stadt. Im Jahr 1587 schenkte er der Republik seine Antiquitätensammlung (etwa 200 Stücke, die zu den 16 von seinem Onkel Domenico gespendeten Stücken hinzukamen). Obwohl er die Ausstellung persönlich verfolgte, starb er, bevor sie Erfolg hatte, und es war der Staatsanwalt Federico Contarini, der sie fortführte (wobei er auch die Sammlungen mit seinen eigenen Werken erweiterte, die er bei dieser Gelegenheit dem Staat schenkte), und 1596 die öffentliche Statuensammlung einrichtete, angegliedert an die Marciana-Bibliothek. Tatsächlich bildete die Sammlung Giovanni Grimani den ursprünglichen und sicherlich umfangreichsten Kern des heutigen Archäologischen Nationalmuseums von Venedig.

### Ausbleibende Kardinalsernennung
Zum Kardinal wurde er nicht ernannt, obwohl es für einen Patriarchen von Aquileia üblich war. Er wurde verdächtigt mit dem Luthertum sympathisieren. Er wurde als Krypto-Lutheraner bezeichnet. 1550 reiste er nach Rom um die Vorwürfe gegen ihn vor dem neu gewählten Papst Julius III. auszuräumen. Auch die Republik Venedig unterstützte das Anliegen. Allerdings äußerte Papst Julius III. nach einer Rede des Dogen Domenico Morosini Bedenken gegen die Qualität der Person, die einen Aufstieg zu größeren Höhen widersprechen. Einer Aufrechterhaltung seines Ranges steht sie aber nicht entgegen. Trotzdem trat er am 16. Dezember 1550 als Patriarch zurück und am Tag darauf wurde Daniele Barbaro zu seinem Nachfolger ernannt. Am 21. Februar 1561 reiste er mit dem venezianischen Gesandten Marcantonio Amulio zu Papst Pius IV. um ihn an seinen Anliegen zu erinnern. Ende 1560 kamen allerdings Dokumente gegen Grimani in Rom an. Dort wird eine entfernte Passage aus einem Brief von 17. April 1549 erwähnt. Auf Aufforderung des Papstes begann Kardinal Alessandrino den Brief zu verlesen. Da er sehr lang war verlas der Papst eine Zusammenfassung der Passage, die Amulio genügte. Diese nahm er dem Papst aus der Hand und schickte sie nach Venedig.
Im Brief geht es um folgende Episode: 1549 predigte der Dominikaner Leonardo Locatelli in der Stiftskirche von Udine lutherische, ketzerische Lehren, was einen großen Skandal und Aufruhr im Volk verursachte. Kanoniker Giovan Battista Liliano zeigte die Sache dem Patriarchalvikar Giacomo Marco an, der weitere Predigten des Mönches unterband und Grimani informierte. In einem Brief vom 17. April stimmte er einer Zurechtweisung des Pfarrers zu, der gegen den Dominikaner eingeschritten war, anstatt ihn für sein Eingreifen zu loben. Der Papst war für eine Geheimhaltung der Sache, um den Ruf Grimanis nicht zu gefährden, allerdings könne er ihn nicht zum Kardinal ernennen, da er damit ein Papstkandidat sei. Am 22. Februar 1561 wurde Grimani vom Papst empfangen und bat um Gnade. Der Papst beruhigte ihn, aber sagte ihm auch, dass es ihm als Papst nicht möglich sei, den Brief zu ignorieren, da auch andere von dem Brief Kenntnis hätten. Eine Kommission um Girolamo Seripando untersuchte den Brief Wort für Wort. Am 25. Februar 1561 wurde Grimani von der Inquisition befragt.
Am 26. Februar 1561 wurden 18 neue Kardinäle ernannt, darunter zwei Venezianer – Bernardo Navagero und Botschafter Amulio selbst –, aber Grimani fehlte auf der Liste der beförderten Kandidaten. Der Brief tauchte bewusst kurz vor einer als selbstverständlich angesehenen Beförderung auf. So konnte Grimani gegen Vorwürfe auch keine Abhilfe schaffen. Auch danach konnte er die Vorwürfe nicht komplett entkräften und reiste Ende September 1561 aus Rom ab. Seinen Fall wollte er vor dem Konzil von Trient verteidigen. Der Papst war verärgert, weil er ohne seine Erlaubnis abgereist war, zudem wegen einer Sache, die in Rom begonnen und nicht beendet worden war. Am 11. April 1562 erhielt Ippolito Capilupi, der päpstliche Nuntius in Venedig, eine Vorladung von Karl Borromäus für Grimani vor das Heilige Officium.
Die venezianische Regierung schritt nun ein und befand, dass die Sache einer Person von Grimanis Rang die Aufmerksamkeit der Konzilsväter verdiente. 1563 verteidigte er sich wegen der Anschuldigungen vor einer Kommission des Konzils von Trient und durch ein Urteil vom 5. September, das am 17. September veröffentlicht wurde, wurde er freigesprochen. Von Jacopo und Domenico Tintoretto ließ er sich bereits als Kardinal darstellen. Nun setzten sich Prälaten wie Kardinal Karl von Lothringen für ihn ein. Auf eine leidenschaftliche Bitte des Dogen vor dem Päpstlichen Nuntius hin erklärte Papst Pius IV., ihn bei nächstmöglicher Gelegenheit berücksichtigen zu wollen. Nur dass unter den 23 neuen Kardinälen, die am 12. März 1565 proklamiert wurden – und unter diesen beiden die Venezianer Zaccaria Dolfin und Giovanni Francesco Commendone – Grimani wieder nicht auftauchte. Nicht einmal das Pallium, das ihm als Metropoliten zustand, hatte er bis dahin vom Papst erhalten. Es handelte sich offenbar um einen Ausschluss, der darauf abzielte, ihn zu demütigen.
Doch Grimani gab nicht auf. Als er am 9. Dezember 1565 vom Tod Pius’ IV. erfuhr, reiste er nach Rom, entschlossen, mit der Begründung seiner Nominierung zum Kardinal in pectore, am Konklave teilzunehmen. Doch er kam zu spät in Rom an. So wurde am 7. Januar 1566 Antonio Michele Ghislieri zum Papst gewählt. Er wählte den Namen Pius V. und betrachtete bereits als Kardinal Grimani kritisch.
Kardinalnepot Michele Bonelli wies Giovanni Antonio Facchinetti, Nuntius in Venedig, am 8. Juni 1566 an, Grimani mitzuteilen, dass er sich in Rom einer eingehenden Untersuchung unterziehen müsse. Er wartete nunmehr den Tod Pius’ V. ab. Wieder einmal wurde die Diplomatie der Serenissima für die „Angelegenheiten des Monsignore Patriarchen von Aquileia“ mobilisiert. In Übereinstimmung mit den senatorischen Anweisungen erinnerten die venezianischen Gesandten den neuen Pontifex in den Audienzen am 27. September und am 18. Oktober 1572 an die Angelegenheit. Papst Gregor XIII. meinte in der Angelegenheit: „Wir wollen ihn nicht zum Kardinal machen, und wir wollen keine Worte zu Ihnen sagen, da wir nicht den Mut dazu haben“ – eine deutliche Ablehnung ohne Erklärung, um Grimani und seine Unterstützer nicht zu beleidigen. Er sagte dem Gesandten auch zu, bei der Ernennung von venezianischen Kardinälen großzügig zu sein, soweit diese nicht auf die Ernennung von Grimani bestehen würden. Damit zeigte sich der Doge seinerseits einverstanden. Auch der Palast war der langwierigen Sache längst überdrüssig und nach dem unhöflichen Ausbruch des Papstes waren weitere Verhandlung aussichtslos. So verzichtete man darauf.